# 1394
- Wikisource

| Calendário gregoriano                                                        | 1394 MCCCXCIV                                         |
| Ab urbe condita                                                              | 2147                                                  |
| Calendário arménio                                                           | 843 – 844                                             |
| Calendário bahá'í                                                            | -450 – -449                                           |
| Calendário budista                                                           | 1938                                                  |
| Calendário chinês                                                            | 4090 – 4091 Início a 1 de fevereiro (aproximadamente) |
| Calendário copta                                                             | 1110 – 1111                                           |
| Calendário etíope                                                            | 1386 – 1387                                           |
| Calendários hindus - Vikram Samvat - Calendário nacional indiano - Cáli Iuga | 1449 – 1450 1315 – 1316 4494 – 4495                   |
| Calendário Holoceno                                                          | 11394                                                 |
| Calendário islâmico                                                          | 796 – 797                                             |
| Calendário judaico                                                           | 5154 – 5155                                           |
| Calendário persa                                                             | 772 – 773                                             |
| Calendário rúnico                                                            | 1644                                                  |
| Calendário solar tailandês                                                   | 1937                                                  |

1394 (MCCCXCIV, na numeração romana) foi um ano comum do século XIV do Calendário Juliano, da Era de Cristo, e a sua letra dominical foi D (53 semanas), teve início a uma quinta-feira e terminou também a uma quinta-feira.
| Ano completo                        |
| ----------------------------------- |
| Ano comum com início à quinta-feira |

## Nascimentos
- 4 de Março - Infante D. Henrique, príncipe português e impulsionador dos Descobrimentos († 1460).
- 4 de Junho - Filipa de Inglaterra, rainha consorte de Érico XIII da Suécia.

## Mortes
- 7 de junho -  Ana da Boémia, Rainha de Inglaterra como primeira esposa de Ricardo II de Inglaterra (n. 1366).
- 16 de Setembro - Clemente VII, antipapa do Grande Cisma do Ocidente.
- Chokei, 98º imperador do Japão.